# Sint-Annakapel (Spaubeek)
De Sint-Annakapel is een kapel in de buurtschap Oude Kerk bij Spaubeek in de Nederlands Zuid-Limburgse gemeente Beek. De kapel staat aan het einde van een doodlopende straat (Oude Kerk) ten noordoosten van het dorp Spaubeek ten noordoosten van station Spaubeek.
Het gebouw is in neogotische stijl opgetrokken met driezijdige sluiting en op het dak een dakruiter. Rond het gebouw was het oude kerkhof waar zich thans nog een stenen grafkruis uit 1733 bevindt.
De kapel is een rijksmonument en gewijd aan Sint-Anna.

## Geschiedenis
In 1148 wordt de kerk van Spaubeek voor het eerst genoemd. Ze was gewijd aan Sint-Laurentius. Ze stond echter niet in de dorpskern, maar bevond zich langs een oude Romeinse heerbaan ver buiten het dorp.
In 1837 werd er in het dorp Spaubeek een aan Sint-Laurentius gewijde kerk gebouwd en werd de kerk in de buurtschap Oude Kerk gesloopt.
In 1865 werd op de plaats van de oude parochiekerk een kapel gebouwd ter ere van Sint-Anna.
In 1989 werd de kapel gerestaureerd.
De kapel is een stempelpost op de route Via Coriovallum evenals het nabijgelegen Kasteel Terborgh.

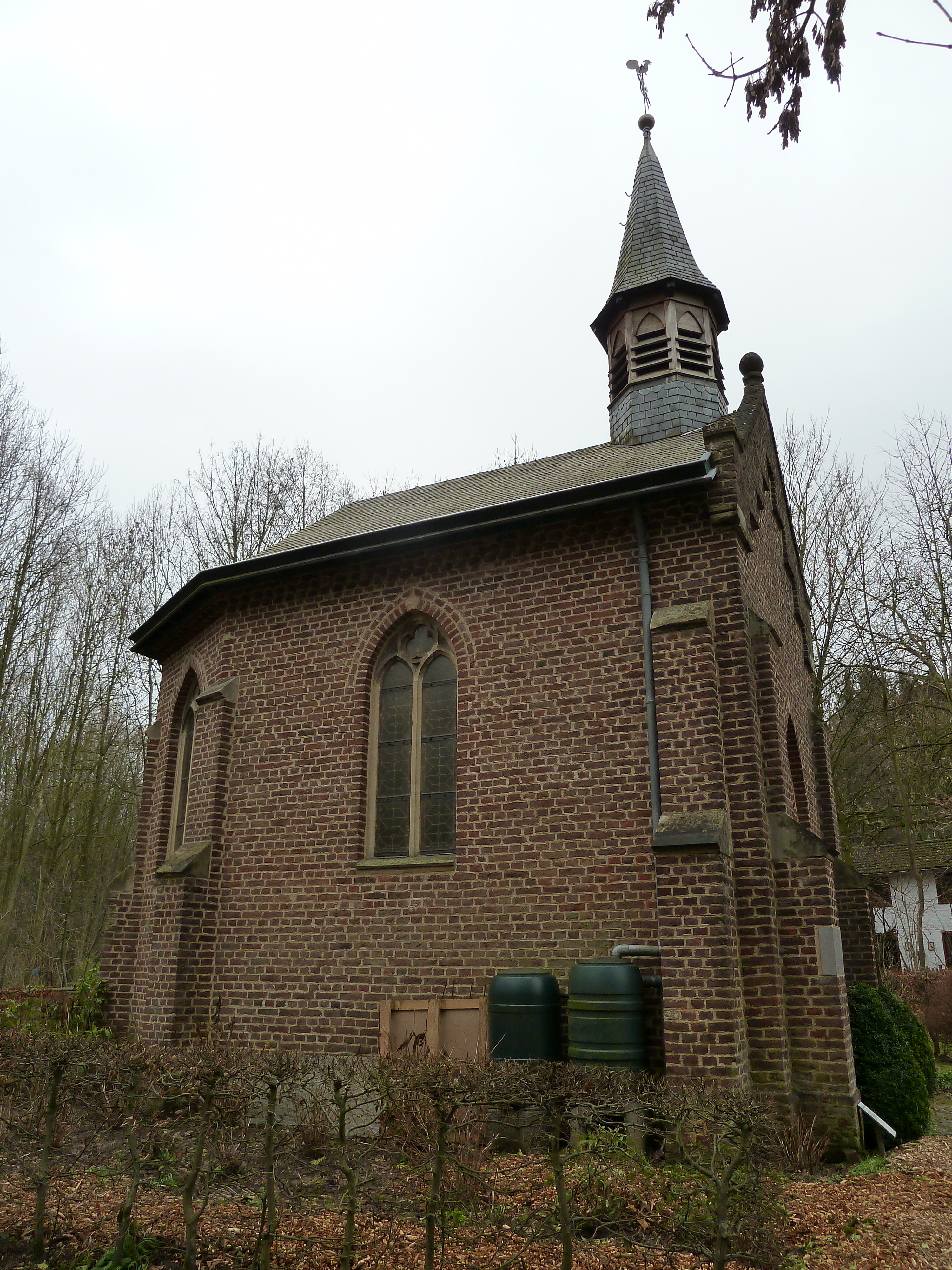
De Sint-Annakapel in 2011

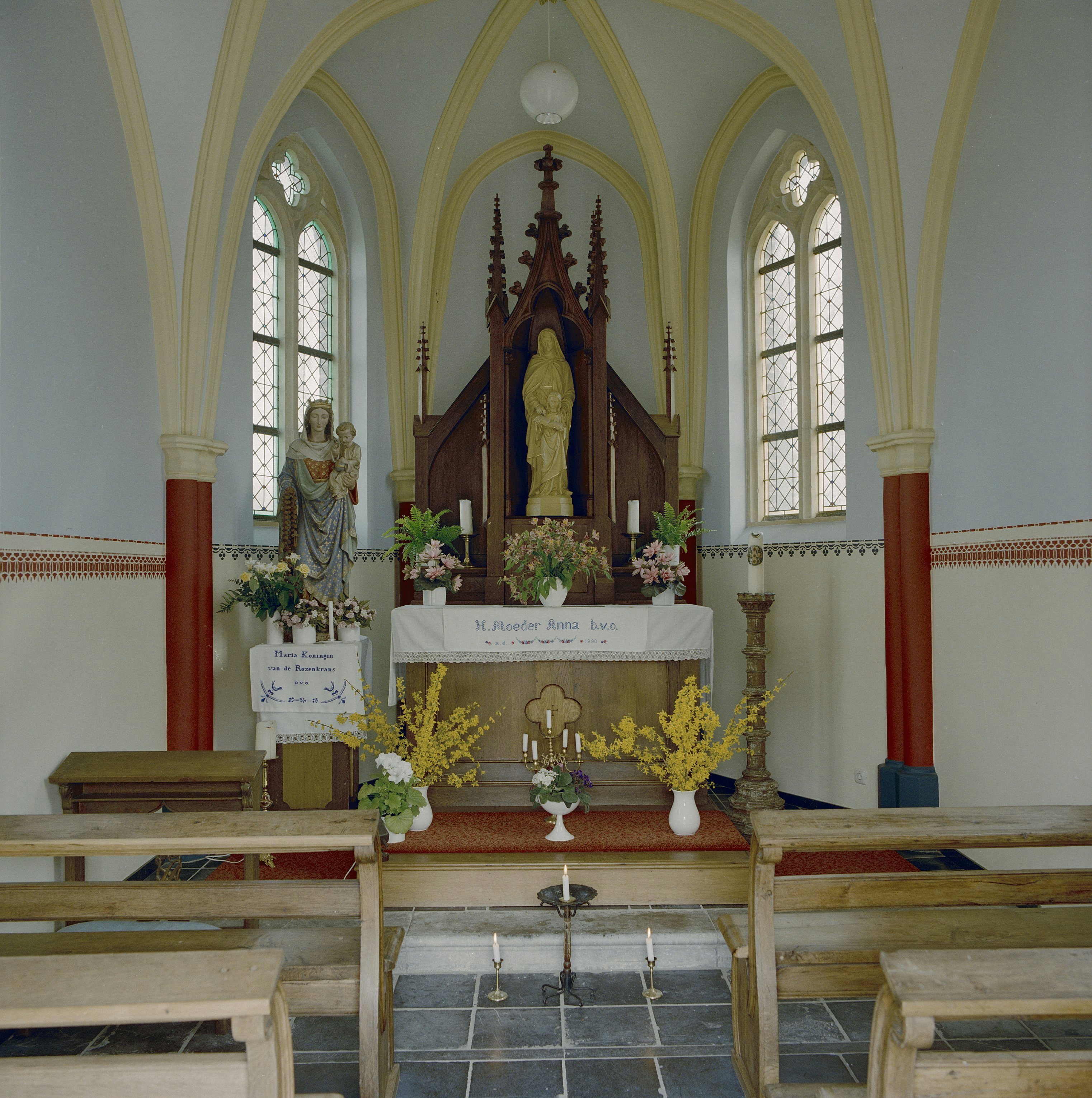
Interieur in 1991, gezien vanuit de deuropening